# Labyrinten (TV-serie, 2000)
Labyrinten är en svensk-dansk-finsk miniserie från 2000, som regisserades av Daniel Bergman. Manuset skrevs av Henning Mankell. Serien producerades av Sveriges Television AB i samarbete med Danmarks Radio och Yleisradio Ab / Finlands Svenska Television.
Den norska skådespelaren Kirsti Torhaug spelar den kvinnliga huvudrollen som Louise Rehnström.

## Handling
I ett litet mellansvenskt kustsamhälle får en kvinnlig åklagare, Louise Rehnström, förnyat intresse för en serie ekonomiska brott som ägt rum för flera år sedan.

## Roller
- Kirsti Torhaug - Louise Rehnström
- Peter Schildt - Henrik Rehnström
- Stefan Sauk - Åklagaren Love
- Björn Granath - Kommissarie Tornman
- Stig Grybe - Edin, Louises farbror
- Dan Bratt - Mats Hansson
- Anette Lindbäck - Kristina
- Inga Gill - Viola, Louises mor
- Lars Passgård - Rättsläkaren
- Monica Stenbeck - Irene Lundin
- Jan Tiselius - Hökberg